# 三带盾齿鳚
三带盾齿鳚（学名：Aspidontus taeniatus），又名縱帶盾齒䲁、藍體盾齒鳚、狗鰷，英文可稱為假清潔魚（false cleanerfish），為輻鰭魚綱鳚形目鳚科盾齿鳚属的一種鱼类。

## 分布
本魚分布非洲东岸、红海及太平洋區，包括中國、日本、臺灣、泰國、越南、菲律賓、印尼、澳洲、土阿莫土群岛、夏威夷、薩摩亞群島、聖誕島、可可群島、關島、新喀里多尼亞、斐濟、密克羅尼西亞、帛琉、馬紹爾群島、馬里亞納群島、東加、法屬波里尼西亞、台湾岛以及西沙群岛等海域，常见于岩礁及珊瑚礁浅水处。该物种的模式产地在关岛和新几内亚。

## 深度
水深約3-25公尺。

## 特徵
本魚體延長，無鱗片。背鰭長，腹鰭喉位，體淡白色，具一條黑色縱帶，尾鰭圓形。背鰭硬棘10-12枚，背鰭軟條26-28枚，臀鰭硬棘2枚，臀鰭軟條25-28枚。體長可達11.5公分。

## 生態
本魚棲息在潟湖、珊瑚礁或岩礁區，其體色和外觀模仿隆頭魚科的裂唇魚或稱清潔魚、醫生魚，反而以此偽裝趁機偷襲其他魚類，屬肉食性，以管蟲和魚卵為食。但有些經驗的魚可以辨別出來。

## 經濟利用
多作為觀賞魚，好鬥，會撕咬較小的魚，故宜單養。

## 外部連結
- 三带盾齿鳚的图片（页面存档备份，存于）